# 神田三崎町
神田三崎町（かんだみさきちょう）は、東京都千代田区の町名。住居表示実施済み。現行行政地名は神田三崎町一丁目から神田三崎町三丁目。

## 地理
東京都千代田区の北部に位置する。一丁目から三丁目が東から西に配される。北部は神田川に接し、これを境に文京区後楽・本郷にそれぞれに接する。東部は千代田区神田猿楽町に接する。南部は千代田区西神田に接する。西部は日本橋川に接し、これを境に千代田区飯田橋に接する。交通面では水道橋駅の駅前であり、商業地としてオフィスビルや商店が多いほか、大学などの教育施設も多く見られる区域である。
1967年（昭和42年）4月1日の住居表示実施に伴い「三崎町」の町名が付けられたが、猿楽町とともに「神田」を冠称した「神田三崎町」への町名変更を求める住民運動が起き、2014年（平成26年）10月15日に千代田区議会で町名変更の議案が可決され、2018年（平成30年）1月1日より「神田三崎町」の名称が復活した。しかし、「神田三崎町」の名は、1947年（昭和22年）3月15日に旧神田区と旧麹町区が合併して千代田区が誕生してから住居表示を実施するまでの約20年使われたに過ぎない名称であり、伝統的な名称ではないとして反対する意見もある。

## 歴史

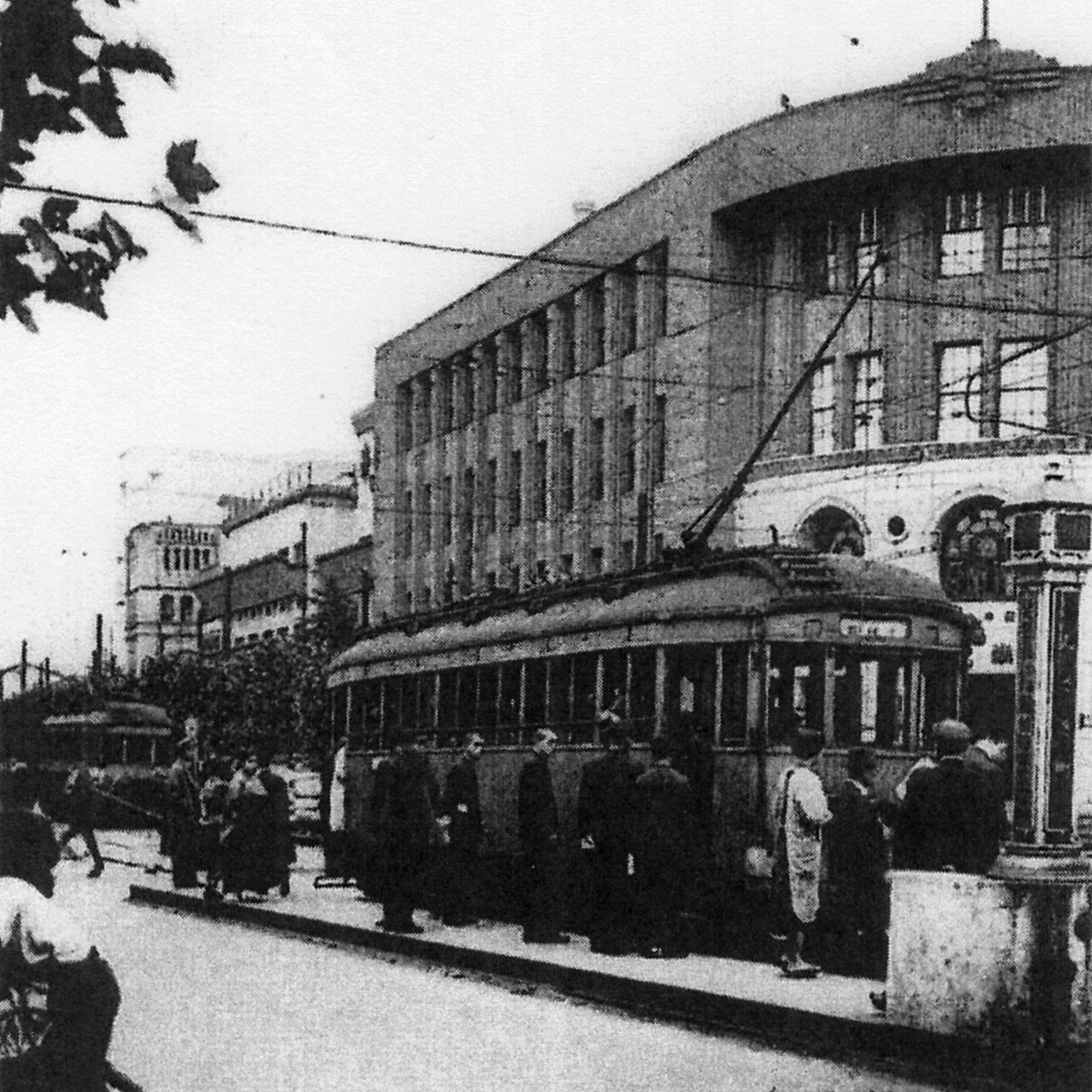
1938年頃の三崎町停留所

江戸開府以前は当該町域は三崎村と呼ばれた。三崎村の名称は、日比谷入江に突き出した「ミサキ（岬）」だったことに由来する。江戸時代に徳川家康をはじめとする歴代の将軍が城下町として開発し、大名や旗本の武家屋敷が立ち並ぶ町となり、江戸時代を通じて小川町と呼ばれていた。1860年（安政7年）2月、越後長岡藩牧野備前守上屋敷とその周辺が上知されて幕府の講武所が設けられた。1866年（慶応2年）11月に講武所は廃止され、陸軍所が吸収。明治維新後は陸軍練兵場として使用された。1872年（明治5年）に東京府下の町が新町名に改称した際に、当該町域も「三崎町」と改称した。
その後、1890年（明治23年）3月に陸軍練兵場跡地2万2717坪（約7.6ヘクタール）は丸の内とともに三菱社に128万円（当時）で払い下げられ、跡地の開発が始められた。丸の内がオフィス街に開発されたのと違い、三崎町は市街地として開発された。当時の三崎町は一丁目～三丁目があり、三崎町一丁目は現在の神田三崎町一丁目にほぼ相当し、三崎町二丁目は現在の三崎神社通り以東の区域、三崎町三丁目は現在の三崎神社通り以西の区域で、三崎町三丁目は1番地のみ存在した。
1923年（大正12年）9月1日に発生した関東大震災では当町域の被害は著しく、当町域の震度は震度7と推定されている。震災復興再開発事業による区画整理に伴い、1934年（昭和9年）に三崎町一丁目と三崎町二丁目を統合して三崎町一丁目に、三崎町三丁目が三崎町二丁目となった。
1947年（昭和22年）3月15日に神田区と麹町区が合併して千代田区が発足する際、神田区内の町名にはすべて「神田」を冠称する町名変更が行われ、当該町域も「神田三崎町」となった。1967年（昭和42年）4月1日の住居表示実施に伴い、旧来の町名である「三崎町」に戻されたが、2018年（平成30年）1月1日に再度「神田三崎町」に町名変更されている。
住居表示を実施するにあたり、1966年（昭和41年）9月22日の第12回住居表示審議会において、住居表示実施前の神田三崎町を含む地域を「西神田一丁目～五丁目」とする決議が行われたが、千代田区議会における議決直前に、三崎町町名存続を求める陳情書が提出された。同年10月4日の第三回区議会定例会で、陳情の不採択及び「町の区域及び名称の変更について（西神田一丁目～五丁目）」の議決が行われたが、三崎町町名存続運動を受けた千代田区長からの再提案を受けて、同年11月21日の第14回住居表示審議会で再度審議され、「西神田一丁目～三丁目、三崎町一丁目～三丁目」とする決議が行われた。翌11月22日の第4回区議会定例会で「町の区域及び名称の変更について（西神田一丁目～三丁目、三崎町一丁目～三丁目）」の変更・再議決が行われ、1967年（昭和42年）4月1日に三崎町地域は三崎町一丁目～三丁目となった。

### 沿革
- 1967年（昭和42年）4月1日 - 住居表示を実施[7]。
- 2018年（平成30年）1月1日 - 町名変更に伴い「神田」を冠称[8]。

### 町名の変遷
| 住居表示実施後 | 実施年月日   | 住居表示実施前（各町名ともその一部） |
| -------------- | ------------ | ------------------------------------ |
| 三崎町一丁目   | 1967年4月1日 | 神田三崎町一丁目、神田駿河台二丁目   |
| 三崎町二丁目   | 1967年4月1日 | 神田三崎町一丁目、神田三崎町二丁目   |
| 三崎町三丁目   | 1967年4月1日 | 神田三崎町二丁目                     |

| 町名変更後       | 変更年月日   | 町名変更前（丁目・街区符号・住居番号の変更なし） |
| ---------------- | ------------ | ------------------------------------------------ |
| 神田三崎町一丁目 | 2018年1月1日 | 三崎町一丁目                                     |
| 神田三崎町二丁目 | 2018年1月1日 | 三崎町一丁目                                     |
| 神田三崎町三丁目 | 2018年1月1日 | 三崎町二丁目                                     |

## 世帯数と人口
2025年（令和7年）5月1日現在（千代田区発表）の世帯数と人口は以下の通りである。
| 町名             | 世帯数  | 人口  |
| ---------------- | ------- | ----- |
| 神田三崎町一丁目 | 10世帯  | 13人  |
| 神田三崎町二丁目 | 244世帯 | 463人 |
| 神田三崎町三丁目 | 329世帯 | 467人 |
| 計               | 583世帯 | 943人 |

### 人口の変遷
国勢調査による人口の推移。なお、2020年までは「三崎町」で出力している。
| 年                 | 人口 |
| ------------------ | ---- |
| 1995年（平成7年）  | 804  |
| 2000年（平成12年） | 722  |
| 2005年（平成17年） | 856  |
| 2010年（平成22年） | 769  |
| 2015年（平成27年） | 953  |
| 2020年（令和2年）  | 938  |

### 世帯数の変遷
国勢調査による世帯数の推移。なお、2020年までは「三崎町」で出力している。
| 年                 | 世帯数 |
| ------------------ | ------ |
| 1995年（平成7年）  | 328    |
| 2000年（平成12年） | 282    |
| 2005年（平成17年） | 405    |
| 2010年（平成22年） | 393    |
| 2015年（平成27年） | 573    |
| 2020年（令和2年）  | 546    |

## 学区
区立小・中学校に通う場合、学区は以下の通りとなる（2024年12月現在）。なお、千代田区の中学校では学校選択制を導入しており、区内全域から選択することが可能。
- 区域 : 神田三崎町一丁目、二丁目、三丁目 各全域
  - 小学校 : 千代田区立お茶の水小学校
  - 中学校 : 千代田区立麹町中学校 または 千代田区立神田一橋中学校

## 事業所
2021年（令和3年）現在の経済センサス調査による事業所数と従業員数は以下の通りである。
| 町名             | 事業所数  | 従業員数 |
| ---------------- | --------- | -------- |
| 神田三崎町一丁目 | 72事業所  | 2,793人  |
| 神田三崎町二丁目 | 465事業所 | 9,241人  |
| 神田三崎町三丁目 | 293事業所 | 5,486人  |
| 計               | 830事業所 | 17,520人 |

### 事業者数の変遷
経済センサスによる事業所数の推移。なお、2016年までは「三崎町」で出力している。
| 年                 | 事業者数 |
| ------------------ | -------- |
| 2016年（平成28年） | 810      |
| 2021年（令和3年）  | 830      |

### 従業員数の変遷
経済センサスによる従業員数の推移。なお、2016年までは「三崎町」で出力している。
| 年                 | 従業員数 |
| ------------------ | -------- |
| 2016年（平成28年） | 14,017   |
| 2021年（令和3年）  | 17,520   |

## 施設

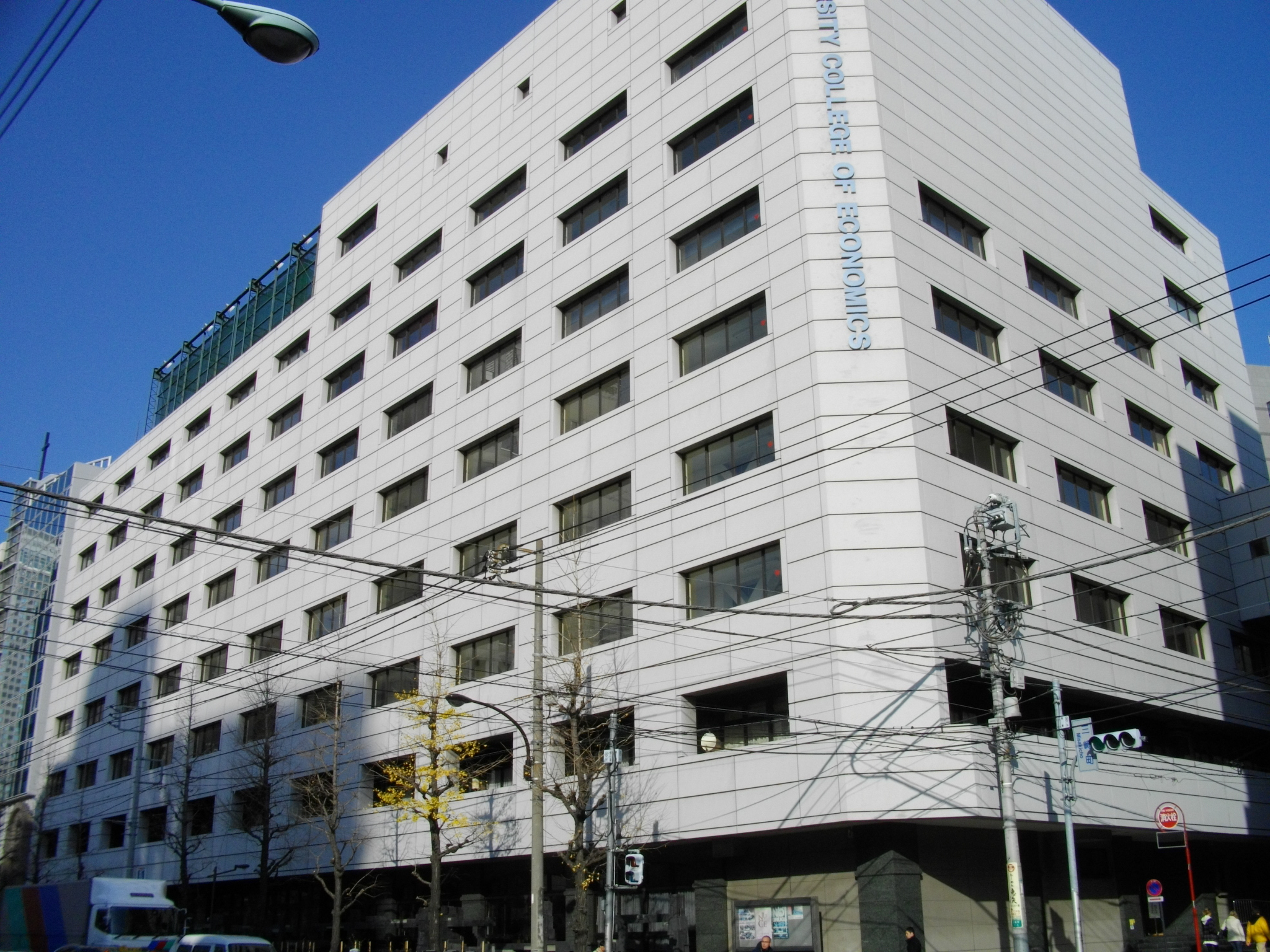
日大経済学部本館

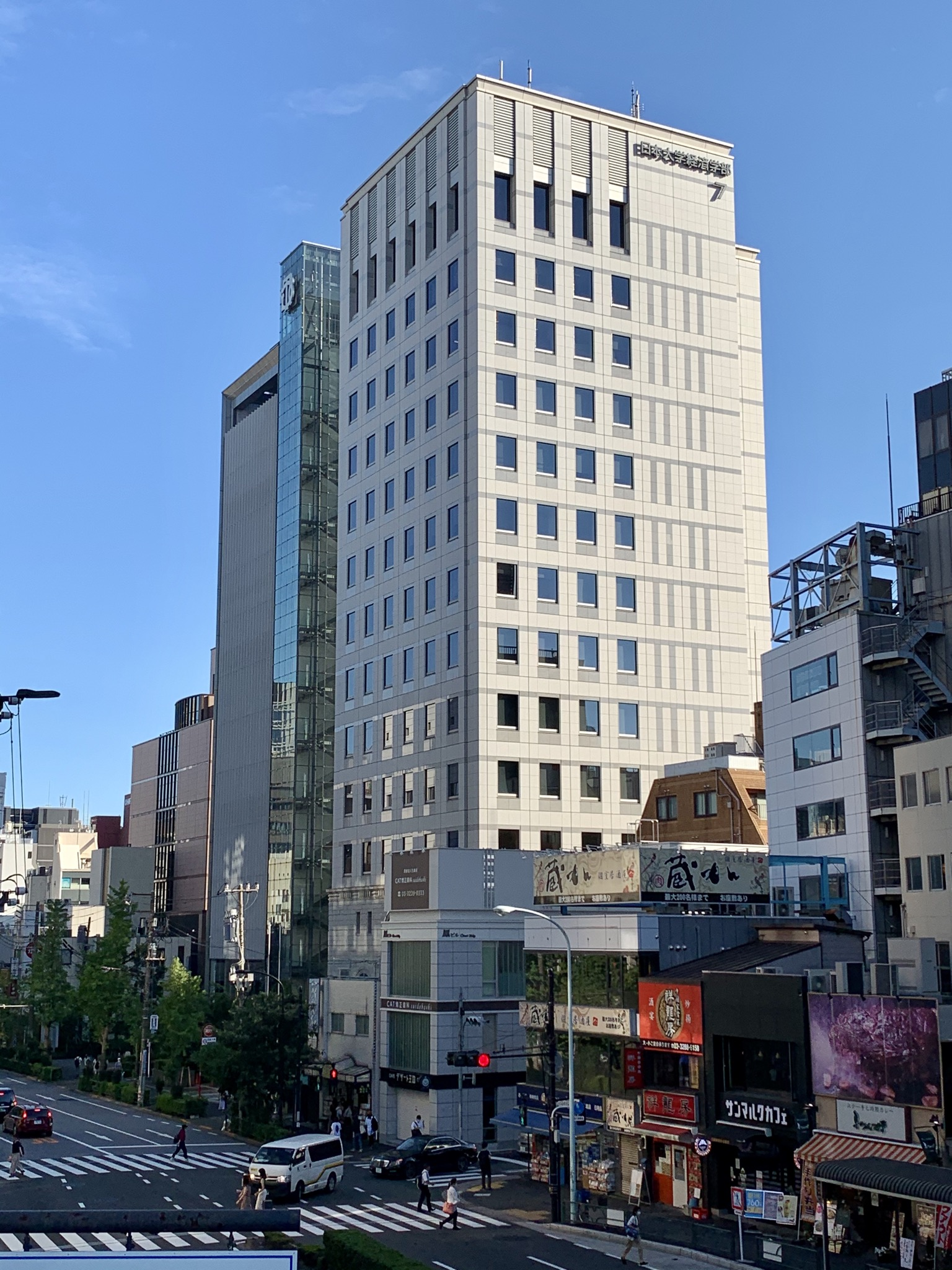
手前:日本大学経済学部7号館、奥:東京歯科大学水道橋校舎新館

企業名のみの表記は本社を表す。
神田三崎町一丁目
東部。白山通りと錦華通りの間に挟まれた区域。各種オフィス・学校が多数立地している。
- 日本大学経済学部本館
- TAC水道橋校
- 東洋高等学校
- メニコン東京・水道橋ビル
- 日本基督教団三崎町教会
- 代々木アニメーション学院東京校
- 庭のホテル 東京
- 東急ステイ水道橋

神田三崎町二丁目
中部。白山通りと水道橋西通りの間にはさまれた区域。地域内を三崎神社通りが通っている。各種ビル・商店や学校が見られる。
- 日本大学法学部（神田三崎町キャンパス：本館・2号館・4号館・5号館・6号館・10号館・11号館・13号館・15号館）
- 日本大学経済学部（7号館）
- 日本大学大学院法務研究科（旧日本大学通信教育部1号館）
- 東京歯科大学（水道橋キャンパス・水道橋病院）
- LEC東京リーガルマインド大学院大学（LEC会計大学院）、東京リーガルマインド水道橋本校
- TAC水道橋校
- SAY YOU LAB（旧ドワンゴクリエイティブスクール）
- 鉄建建設
- 三崎稲荷神社

神田三崎町三丁目
西部。水道橋西通りと日本橋川の間に挟まれた区域。
- ニチレイ水道橋ビル
- 少年画報社
- 神田消防署三崎町出張所
- 造船会館
- 風水神田三崎ビル
- TAC

## 交通
鉄道
- JR東日本水道橋駅（■中央・総武線（各駅停車））

道路
- 東京都道301号白山祝田田町線（白山通り）
- 水道橋西通り
- 三崎神社通り

首都高速道路・出入口
- 首都高速5号池袋線

橋
- 水道橋
- 後楽橋

## その他
- 郵便番号 : 101-0061[4]（集配局 : 神田郵便局[29]）。